# Рупо (Терамо)
Рупо (итал. Rupo) је насеље у Италији у округу Терамо, региону Абруцо.
Према процени из 2011. у насељу је живело 117 становника. Насеље се налази на надморској висини од 503 м.